# 亀井秀雄
亀井 秀雄（かめい ひでお、1937年（昭和12年）2月18日 - 2016年（平成28年）6月17日）は、日本の文学研究者・評論家。文学博士（北海道大学・論文博士・1999年）。その対象分野は、言語論・身体論・表現論・文体論・文学史（論）・評伝など多岐にわたる。北海道大学名誉教授、その後市立小樽文学館に館長として勤務し、退職。合同会社オピニオン・ランチャーを設立し、その代表社員を務めた。

## 経歴

### 大学時代まで
1937年（昭和12年）、群馬県生まれ。1955年に群馬県立前橋高等学校を卒業した後、北海道大学文類に入学。
在野の儒学者だった父親の亀井一雄により、2年後には文学部の東洋史学講座へ進む予定だったが、当時の北大の東洋史学講座では内紛が起こり、講義が行われない状態となった。亀井は方向を見失い、「比較的東京に近い土地で育った人間がわざわざ北海道まで来て国文学を専攻することほどばかげたことはあるまいと、そう考えて」あえて「国文学講座を選択した」。

### 高等学校教諭から大学教養課程教官時代まで
北海道大学文学部卒業後の、1959年（昭和34年）4月、北海道立高等学校の教員（地方公務員）に就職、北海道芦別高等学校の教員となった。3年後に北海道札幌東高等学校へ異動し、その3年後の1965年（昭和40年）からは岩見沢市に新設された岩見沢駒澤短期大学の講師となった。
亀井は、大学卒業時には研究者となるコースを選ばなかったが、高校教員時代に執筆した「戦争下の私小説問題」（同人雑誌『位置』1963年10月）や「高見順論」（『文学』1965年3月）、短期大学講師時代に書いた「ある『文学史論』のゆくすえ」（『群像』同年11月）等が、研究論文として評価された。
1968年4月、北海道大学文学部助教授となる。教養部では「国語講読」という講義名で、近代文学の評論を講義（主に、自分の評論を読み上げた）した。
北大助教授就任の翌年の1969年、北大においても大学紛争が始まった。亀井は大学卒業後、9年間大学を離れていたため、北大の紛争の原因に関する予備知識がなく、心準備を欠いたまま、教養部の学生委員に「特攻志願」し、紛争に巻き込まれていった。亀井の『明治文学史』等を見ると、大学紛争の記憶と吉本隆明の『言語にとって美とはなにか』との間に強い観念連合があったことが推測できるが、それはこの時の体験に基づくものと思われる。

### 大学専門課程教官時代
1976年、亀井は、教養教育担当の助教授から、専門教育担当の〈国文学講座〉の助教授となった。
当時、旧帝国大学系の国立大学では、教養部には近代文学専攻の教員を置いたが、専門教育の〈国文学講座〉には置かなかった。これは、旧帝国大学の国文学講座では近代文学研究を「学問」として認知しなかったためであり、ただ、東京大学だけは例外的に近代文学専攻の教員を1人おいていた。
そのような時期に、亀井は旧帝国大学の後身である北大の〈国文学講座〉の助教授に選ばれた。そこで彼は、自分の役割は、近代文学研究の研究水準を高め、〈学問〉として認知させことにあると目標を定めた。ただしその〈学問〉は、多くの国立大学の教養部の教員や私立大学の教員が志向してきた、文学者の私生活の調査を中心とする〈実証的研究〉や、古典文学研究の考証学・書誌学の亜流的な研究ではなく、日本語表現の研究の歴史と、日本の近代文学の伝統から派生した文学論を統合し、世界的な文学理論と研究方法とを作り出すことである、と考えた。
亀井は北大文学部における教養教育担当と専門教育担当との差別を廃するとともに、国文学講座と同様の問題をかかえた他の講座の改革を含む、文学部全体の改革に努めた。1984年（昭和59年）、北海道大学文学部教授となる。
また、海外との関わりにおいては、1987年に西ドイツ（当時）のルートヴィヒ・マクシミリアン大学（ミュンヘン大学）の客員教授、1995年にアメリカのコーネル大学 Department of Asian Studiesの客員教授となり、日本の近代文学の紹介だけではなく、日本における近代文学研究の紹介に力を傾注した。
他方、1996年には大学院委員、1998年には評議員として改革構想立案の中心となり、1999年に文学部の大学院大学化の目途を立てたのち、2000年（平成12年）、定年退職した。

### 文学館館長時代
亀井は北大を退職した2000年の6月、小樽市教育委員会の要請により、市立小樽文学館館長（嘱託）となった。
文学館においては、〈市民に必要とされる文学館〉を目指し、また、〈文学〉の立場から市民に何を還元することが出来るかを考え、多くの展覧会の企画・解説・図録等を担当した。主な例として、「生誕100年小林多喜二展」（2003年2月1日〜3月30日）、「伊藤整展」（2005年6月18日〜8月28日）および「よみがえる伊藤整　生誕100年記念講演会・シンポジウム」（2005年6月18・19日）、「榎本武揚と歴史小説」（2008年6月14日〜7月6日）、「小樽俳句協会40周年展」（2008年7月12日〜8月24日）など。
また、毎年複数回文学講座を担当し、道内・道外への文学散歩にも積極的に参加した。その時に受講者・参加者の前で語った文学論の主立ったものは、HP『亀井秀雄の発言』の中の「小樽文学館での発言」の項に挙げられている。代表例としては「中野重治と北海道」（2000年7月22日）、「小林多喜二の『テガミ』」（2003年2月23日）、「幽鬼の街の巡り合わせ」（2004年5月5日）、「貸本屋さんの文学史」（2004年11月3日）等。
2009年（平成21年）9月に肺ガンの手術をし、同年12月から翌年2月まで抗ガン剤治療を行ったため、その後は文学散歩等のアクティブなイベントへの参加は減ったが、展覧会には力を注ぎ、「小樽高商・商大ゆかりの文人経済学者たち　大熊信行・早川三代治・大西猪之介」（2011年7月2日〜8月28日）、「吉本隆明追悼展」（2012年7月14日〜9月2日）、「詩人と美術　瀧口修造のシュルレアリスム展」（2013年5月18日〜6月30日）等で企画構成・図録作成を担当し、文学講座を行った。
2014年（平成26年）1月18日〜3月30日の「小樽文学史展」の主担当を最後として、同年3月31日に市立小樽文学館を退任した。この展覧会の際の全キャプションを編集した図録「小樽はじめての文学史　——明治・大正編——」（2014年3月31日刊）は、小樽の成り立ちと、そこでの庶民生活の発展・変遷から〈文学〉と〈文学者〉の在り方を照らし返した、新構想による地方文学史である。

### 文学館退任後
公職を退いても、自分の研究や意見を、電子書籍を主な媒体として世に発表してゆきたいという希望から、2014年3月、家族と共に〈合同会社オピニオン・ランチャー〉を設立、その代表社員となる。2015年（平成27年）2月より、楽天ブックスにおいて、電子書籍〈オピニオン・ランチャー叢書　テクストの無意識シリーズ〉を発売開始。
2016年（平成28年）6月17日、間質性肺炎のため死去。79歳没。叙正四位、瑞宝中綬章追贈。

## 略年譜
- 1937年（昭和12年）
  - 群馬県に生まれる。父は、在野の儒学者であった亀井一雄。
- 1955年（昭和30年）
  - 群馬県立前橋高等学校を卒業。北海道大学文類に入学。
- 1959年（昭和34年）
  - 北海道大学文学部を卒業。4月、北海道芦別高等学校の教員となる。
- 1962年（昭和37年）
  - 北海道札幌東高等学校に転勤。
- 1965年（昭和40年）
  - 岩見沢駒澤短期大学の講師となる。
- 1968年（昭和43年）
  - 4月、北海道大学文学部助教授。
- 1969年（昭和44年）
  - 北大で大学紛争が始まる。教養部の学生委員となる。
- 1976年（昭和51年）
  - 教養教育担当の助教授から、専門教育担当の〈国文学講座〉の助教授となる。
- 1984年（昭和59年）
  - 北海道大学文学部教授。
- 1987年（昭和62年）
  - 西ドイツ（当時）のルートヴィヒ・マクシミリアン大学（ミュンヘン大学）日本学講座の客員教授となり、渡独（5月- 7月）。
- 1995年（平成7年）
  - 7月、アメリカ・コーネル大学 Department of Asian Studies 客員教授となり、渡米。
- 1996年（平成8年）
  - 2月、コーネル大学客員教授の任を終え帰国。北海道大学において大学院委員を務める。
- 1998年（平成10年）
  - 評議員となり、文学部改革構想を立案。翌年にかけて、文学部の大学院大学化に貢献。
- 1999年（平成11年）
  - 著書『「小説」論 ―『小説神髄』と近代―』により、北海道大学において博士号を取得（文学博士）。
- 2000年（平成12年）
  - 北海道大学を定年退職。
  - 6月、小樽市教育委員会の要請により、市立小樽文学館の館長（嘱託）となる。
- 2002年（平成14年）
  - カリフォルニア大学ロサンゼルス校（UCLA）Department of East Asian Languages and Cultures の客員教授となり、渡米（4月- 7月）。
- 2005年（平成17年）
  - 6月18・19日、小樽文学館主催で「よみがえる伊藤整　生誕100年記念講演会・シンポジウム」（国際シンポジウム）を開催（会場・小樽商科大学）。
- 2014年（平成26年）
  - 3月下旬、合同会社オピニオン・ランチャーを設立、代表社員となる。
  - 3月末、市立小樽文学館を退職。
- 2015年（平成27年）
  - 2月、オピニオン・ランチャー社から、初のオピニオン・ランチャー叢書〈テクストの無意識〉シリーズを刊行（電子書籍）。
- 2016年（平成28年）
  - 6月17日、間質性肺炎のため死去。

## 業績

### 作家論

#### 『伊藤整の世界』・『小林秀雄論』
亀井秀雄は最初の作家論『伊藤整の世界』（講談社、1969年）で伊藤整の詩を分析し、少年期の実存的な言語体験を描き出しながら、伊藤整の「書く」動機や、伊藤整自身の文学論の構造を明らかにした。
この方法はその後の亀井秀雄の作家論の基本となり、『小林秀雄論』（塙書房、1972年）では、小林秀雄の若い頃の小説の分析を通して彼の言語体験の特徴を明らかにし、小林の批評方法はこの言語体験をマルクス主義によって理論化したものであると論じた。
亀井が『小林秀雄論』を書いたころの文学史の通説は、昭和初期の文学をプロレタリア文学―マルクス主義文学と、反プロレタリア文学―新興芸術派とに図式的に分け、そして小林秀雄を反マルクス主義の代表的な批評家と位置づけていた。それに対し亀井秀雄は、日本のプロレタリア文学―マルクス主義文学運動におけるマルクス主義はレーニン主義と見なすべきであり、その観点からすると、小林秀雄のほうがより本質的にマルクスの『経済学批判』や『哲学の貧困』などを読み込んでいると捉えている。

#### 『個我の集合性』
『個我の集合性』（講談社、1977年）は『レイテ戦記』の分析を中心とした大岡昇平論である。
亀井は大岡の文学の原点を、レイテの捕虜収容所における兵士たちの戦争体験談という、オーラルな〈記憶〉語りに見出した。米軍の収容所の日本兵士は、自分の戦闘体験を類型的な見方で、しかも誇張を交えて語っている。亀井は、大岡はオーラルな〈記憶〉語りが唯一の楽しみであるような特殊な環境の中で、彼自身は戦地で若いアメリカの兵士を撃たなかった時の〈記憶〉を反芻し、人間はどれだけ正確に自分の経験を思い出すことができるか、人は果たして自分一人が経験した行為の客観的な証人となり得るか、などの問題を追及して、「身体的自我」と言うべきものの働きに思い至った、と述べている。
その一方で、亀井は、大岡が『レイテ戦記』で引用した軍人や兵士の回想記や体験談を分析し、たとえ一人の人間が自分では個人的な体験を語ったつもりの文章であっても、その中には、一緒に体験した仲間の視点や発話が取り込まれていることを発見し、大岡はそのような表現構造の証言を編集することで、戦争の多元的な様相を描くことに成功した、と論じた。

#### 『戦争と革命の放浪者　二葉亭四迷』
『戦争と革命の放浪者　二葉亭四迷』（新典社、1986年）は二葉亭四迷の評伝である。
亀井は、論の中で二葉亭を呼ぶにあたって「二葉亭の長谷川辰之助」または「辰之助」という呼称を選択し、辰之助が1903年（明治36年）に北京の警務学堂の提調代理の職を辞して日本へもどるシーンから起稿した。警務学堂は清朝政府が近代的な警察官を養成するために作った学校であり、辰之助と同じ時期に、東京外国語学校で清語を学んだ川島浪速が清朝政府の依頼で監督を務めていた。辰之助は1902年、川島浪速に請われて提調代理を引き受けたが、学堂の職員とそりが合わず、日本へ引き上げざるを得なかった。亀井は辰之助の北京時代の日記に出てくる人名や、符帳めいたメモを解読しつつ、辰之助が極東におけるロシアの動きを探る諜報活動を試みていた事実に迫っている。
東京にもどった辰之助は大阪毎日新聞東京出張員となり、二葉亭四迷の名前で、ロシア文学の翻訳や『其面影』『平凡』などの創作の分野で成果を上げた。しかし彼は、自分のロシア語能力を政治や外交の世界で生かしたい希望を諦められず、亡命したポーランドの革命党員との接触を保ち、ロシアの動向を注視し続けた。亀井は、辰之助が東京朝日新聞の特派員としてロシアのサンクトペテルブルクに派遣され、結核をこじらせて、日本へ帰る途中、インドのベンガル湾上の船内で客死するまでを、辰之助の立場に即して共感的に描いている。

### 表現論

#### 『現代の表現思想』および『身体・表現のはじまり』
『現代の表現思想』（講談社、1974年）は、19世紀のフランスで〈発見〉された野生児に言葉を教えようとした聾唖学校の若い教師の報告を分析しながら、人間が言語を獲得する過程を、マルクスの『経済学・哲学手稿』における感性の生産という観点と、フッサールの現象学における〈志向〉概念との両面から考察した。亀井はメルロ=ポンティ（モーリス・メルロー＝ポンティ）から学んだ身体論によって、マルクスとフッサールの統合をはかろうとし、フッサールの〈志向〉という概念を、〈視向〉という概念に作り替えている。また、幼児が鏡に映る自分の像を「私」と認識できるようになるプロセスと、一人称単数の「私が」という主語を使うようになるまでのプロセスを考察し、自己意識とは外部に現れた自己像が内面化されたものだという考えを展開した。
『身体・表現のはじまり』（れんが書房新社、1982年）は『現代の表現思想』の改訂版であるが、亀井の『表現思想』の後、哲学の領域でブームのように現れた身体論を批判的に検討しながら、亀井自身の身体論の精密化をはかっている。

### 表現史

#### 『感性の変革』
亀井は文芸雑誌『群像』の1978年（昭和53年）4月号に、「感性の変革」というサブタイトルを持つ、「消し去られた無人称」という評論を発表した。これは、日本に「近代文学」が始まる以前に存在し、近代に入ってからは江戸戯作文学の残滓として無視されていた言語表現の諸相を検討して、その表現実態はどのようなものであったか、どんな表現の動きがあったかを明らかにしようとした評論であり、1979年5月号の「他者のことば」まで、断続的に5回『群像』に発表された。
それから2年後の1981年3月号の『群像』に、亀井は「感性の変革再論」という副題を持つ「口惜しさの構造」という評論を発表し、以後断続的に7回書き継いで、1982年4月号の「自然が管理されるまで」で完結した。この再論で亀井は、樋口一葉や泉鏡花など、〈前近代文学〉から〈近代文学〉の移行期とされる時代に書かれた、独特な擬古文の表現を取り上げ、その特徴を明らかにするとともに、昭和50年代の半ばより急速に広まってきた構造主義や、ポスト構造主義の方法に対する批判を積極的に展開した。
そして1983年（昭和59年）、「感性の変革」と「再論」は一冊にまとめられ、『感性の変革』（講談社）として刊行された。

#### 『身体・この不思議なるものの文学』
『身体・この不思議なるものの文学』（れんが書房新社、1984年）において亀井は、江戸時代の上田秋成の物語から、現代の埴谷雄高の『死霊』まで、超現実な感性の表出や、幻想的な表現を身体論の観点で分析し、江戸時代後期から明治初期に興った民衆宗教の教祖の〈お筆先〉も取り上げて、個人の意識を越えた何者かの語りに注目した。

#### 『明治文学史』
『明治文学史』（岩波書店、2000年）の最も顕著な特徴は、文学史を考察する上での歴史主義的・年表的な思考方法が意識的に排されている事である。なお、この著書は、1995年にアメリカのコーネル大学の大学院において行った講義に基づいたものである。
承前の仕事の中で、亀井は、作品の内容やテーマを時代状況等と関連させて説明する〈実証的方法〉を取らず、常に、言語表現それ自体に焦点を当ててきた。亀井が自らの方法を〈表現論〉〈表現史〉と呼んできたのは、そのためである。だが、一方で〈時代〉という大きな枠組みを先験的な前提としていたことは否定できない。
講義のテーマを決めるにあたり、コーネル大学は、「近代的文体の形成を中心とする文学史」を希望してきた。
1980年代から90年代にかけての欧米圏における日本学の流行のテーマは、〈日本における近代的な文体（言文一致体）の形成〉であった。その根底には、「言文一致体による日本語の統一＝国民国家創出のための国家的文化戦略」という図式がある。
だが、亀井は、その要望を容れつつ「日本の明治期の小説とその文体について、読者や作者、文体、物語構造などがどのようにからみあいながら変化していったか」に焦点を合わせ、その変遷をたどっている。
例えば、三遊亭円朝の「怪談牡丹灯籠」の速記本は、従来の言文一致運動研究にとっては落とすことの出来ない事項であるが、亀井は、その事について、〈テクスト生産〉という観点に基づき、速記術という新テクノロジーや、速記の記号を文字化する際の速記者の関与にも視点を拡げている。また、「怪談牡丹灯籠」の〈文〉における漢字と振り仮名との独特な関係に注目し、〈読者のリテラシーへの配慮〉や〈読者の生産〉という問題にまで考察を及ぼしている。
亀井は1986年、シカゴ大学で「日本の言文一致運動」に関する講演を行った。その講演の中で彼は、自分の基本的な見方を「日本における言文一致の試みは、端的に言えば、linguistic capital（言語的資本）を高める運動だったと思う」と説明したところ、多くの聴衆が賛同的な反応を示した、と述べている 。なお、この際の〈linguistic capitalを高める〉という言葉が意味するところは、言語学習の効果（economy）と、階層的・地域的な流通（circulation）と、言語の等価交換（equivalent exchange）の三点において機能的な質（quality）を高めることであった。亀井は『明治文学史』の中で、新しいテクスト生産のシステムの中で言語がどのように表現的な質（quality）を高めていったかを論述した。
亀井はこのように、先の図式に基づく〈文体史〉を批判し、文化的・文学的な事象を日本の近代史に関する大きな物語（グランド・ナラティヴ）に回収・還元してしまう歴史主義的なやり方を避け、歴史年表を含まない〈表現史〉を試みた。
その意味で亀井の『明治文学史』は、〈文学史そのものを批判した文学史〉と言えるが、それが従来の文学史を超えて自立的な文学史となり得るためには、言語表現それ自体の歴史を描く方法を持たなければならない。そのため、亀井は、文体内に取り込まれた新たな記号による〈内面〉の生産や、風景描写の視点位置の変遷を追う等の観点と方法を導入することにより、この課題に応えている。
さらに最終章では、田山花袋の『田舎教師』を取り上げ、この作品がどのようにして物語自身のためのグランド・ナラティヴを作り出しているかを分析し、「作品自体が語る自分の文学史」を描きうる可能性を示した。

### 比較文学的研究

#### 『「小説」論 ―『小説神髄』と近代―』
『感性の変革』が出版されてのち、亀井は、『北海道大学文学部紀要』に、1989年から1994年までの10回にわたり「『小説神髄』研究」を連載した。そして連載終了から5年後、その内容を3分の1ほどに圧縮し、『「小説」論 ―『小説神髄』と近代―』（岩波書店、1999年）として刊行した。
亀井は同書の中で、『小説神髄』が小説作法書の性格をもつ小説論であることに注目し、坪内逍遙が学生時代に手にした可能性の高い、10数冊の英語圏の修辞書における〈小説〉についての記述や、ジョージ・ルイス、ウォルター・ベザント、ヘンリー・ジェイムズ、アンソニー・トロロープなどの19世紀の実作者の小説作法書とを比較し、逍遥の『小説神髄』のほうがより整備された作法書であったことを指摘している。
当時の英語圏では小説を〈芸術〉として論ずる小説論はまだ書かれておらず、1884年（明治17年）に至って、ウォルター・ベザントが「フィクションの術（アート）」という講演で、はじめて「小説（フィクション）は絵画や彫刻、音楽、詩の諸芸術（アート）と匹敵する芸術（アート）である」と宣言し、それを受けてヘンリー・ジェイムズが「フィクションの術（アート）」という同名のエッセイを発表した。他方、逍遥は、翌年の1885年（明治18年）に『小説神髄』を出版して「小説は美術である」理由を説明した。亀井はこの事実を、これは逍遥が英語圏の小説論の影響を受けたと言うより、世界的な同時現象と見るべきだと考え、なぜこのような〈現象〉が起こりえたのかという問題を立てた。そして、逍遥が取り上げた滝沢馬琴の物語作法論や本居宣長の源氏物語論を、実作の細部と照合しながら分析をした。亀井はその分析を通して、英語圏と日本における〈主人公〉観や、〈筋立て〉（プロットの組み方）などの違いを明らかにし、更にその根底にある歴史や言語、文体などの考え方とその観念水準とを比較することが可能な形で理論化した。
元来比較文学は、外国の文学と自国の文学との影響関係を実証的に明らかにする学問だったが、後には、直接の影響関係が見いだせない場合でも、二つの国の文学に類似なものが認められる場合には比較文学が可能なのではないか、という方向に進んだ。ただ、後者の場合、〈類似〉を認める認め方が恣意に流れやすい。亀井の見方に従えば、「小説＝美術」という逍遥の小説観は、英語圏の「小説＝芸術」という観念から直接の影響を受けたものではない。その意味で亀井の「世界的同時現象」というとらえ方は、巨視的な文化類型論に属するが、亀井は文化類型論的な発想を退けて、「類似」を認識する仕方の根拠を求め、比較可能な要素を見出すとはどういうことなのかを理論的に追求した。
亀井の研究が出る以前の『小説神髄』研究は、〈逍遥は欧米の進んだ文学に啓発され、影響を受けて日本の物語の改良に取り組んだが、彼の理論と実作はたしてどれだけ欧米の文学に近づくことができたか〉という、型通りの比較文学的研究であった。亀井の『小説神髄』研究は、そのような従来型の研究全体に対する批判である。また、そのために彼は、〈主人公〉や〈内面〉や〈プロット〉等の、小説の基本的な観念の洗い出しに力を傾注した。
亀井の研究の更に注目すべき点は、「ジャンルの植民（または移植）」という新しい観点を作ったことにある。亀井の意見に従えば、〈小説〉というジャンルは決して世界的普遍性を持っているわけではなく、最も進んだ文学ジャンルでもない。それがそのように思われてきたのは、そのジャンルを運んできたのが〈先進国〉の人間であったからであり、そしてその次の段階では、〈後進国〉の中からそのジャンルを〈移植〉しようとする人間が現れる。その点で逍遥『小説神髄』と実作は、世界史的に見ても最も早い「移植」の実践例である。亀井はその点を指摘しながら、その論証過程で、〈近代〉のイデオロギーの担い手としての小説、小説と社会の相互反映（リフレクション）関係などの問題を取り上げ、〈近代〉と〈文学〉研究の新たな課題を提示した。
なお、亀井は、『感性の変革』の頃から、江戸時代と明治以降との関係をプレモダンとモダンという〈歴史〉的枠組みでとらえるとこを止めている。これは亀井がモダンとポストモダンという発想から距離を取ってきたことと関係する。

## 海外における出版

### アメリカ
英語圏で翻訳されているものとしては、アメリカにおける『感性の変革』の英訳、Transformations of Sensibility：The Phenomenology of Meiji Literature がある。これは、UCLAの教授だったマイケル・ボーダシュ(Michael K, Bourdaghs)を中心に、アメリカの日本文学研究者が共同で翻訳をしたものであり、2002年にミシガン大学から出版された。
亀井はこの翻訳のために書いた "Author’s Preface to the English Translation"（「英語版のための序文」）の中で、時枝誠記、三浦つとむ、吉本隆明の日本語研究を "Japan’s homegrown theory"（日本で生まれた言語論）と呼んだ。また、広津和郎、佐藤春夫、正宗白鳥など、明治期や大正期の作家が文芸雑誌に「文芸時評（Literary Reviews）」という形で書いた実作批評の方法と、それを小林秀雄や伊藤整、平野謙が理論的に発展させて、日本の近代文学の独自な特質の解明に成功した文学理論についても、同様な呼び方をしている。亀井は『感性の変革』を、この二つの流れの統合を試みたものとして位置づけている。

### 韓国
韓国においては、2006年に、ソウル大学校の申寅燮（シン・インソプ）教授による『「小説」論 ―『小説神髄』と近代―』の韓国語訳が、建国大学校の出版局より刊行されている。また、その記念として行われた国際学会で、亀井は「『小説』のイデオロギー」という講演を行った。
また、同年、『明治文学史』も、金春美（キム・チュンミ）教授による韓国語訳が高麗大学校の出版局より刊行され、記念講演会で亀井は「文学史の語り方」を講演した。

## 小樽文学館において
亀井秀雄は、北大を定年で退職した2000年（平成12年）の6月、市立小樽文学館の館長に就任した。着任後は市民対象の連続文学講座を開く他、ほぼ毎年2泊3日程度の文学散歩の旅行を企画し、旅行先の文学や歴史に関する事前講座を行っている。それらの講座の内容は、自身のホームページに掲載されている。また、文学散歩に同行してガイドを務め、市民との交流を積極的に行っている。
また、小樽文学館で発見した「チャタレイ裁判」に関する新資料を、「戦略的な読み ―〈新資料〉伊藤整による『チャタレイ夫人の恋人』書き込み―」という形で紹介するなど、研究論文も発表している。
その傍ら、韓国の大学に研究用の図書を贈る事業を始めて国際交流の端緒を作り、韓国の文学と文化に関する国際的な集会を開いて国際交流を深めた。また、伊藤整の生誕100年を記念する行事として「よみがえる伊藤整」という国際的な学会を開くなど、小樽文学館の存在感を高める事に貢献した。
他方、文学館長となった後も、UCLAの客員教授として大学院の講義を持ち（2002年）、アメリカ、オーストラリア、韓国の学会で講演や研究発表を行った。それらの原稿は彼のホームページ上で公開されている。
2013年、亀井は13年ぶりに、論文集『主体と文体の歴史』（ひつじ書房）を出版した。本書により、亀井が『感性の変革』の後に着手した「近代詩史の試み」（『文学』に1984年1月号から86年11月号まで、断続的に6回掲載）をまとまった形で読むことができるようになった。亀井自身のHPに載せていた、「文学史の語り方」（2006年、韓国・高麗大学校）や、「三浦つとむの拡がり」（2004年、〈言語・認識・表現〉研究会）、「明治期『女流作家』の文体と空間」（1995年、ワシントン大学（ワシントン州））などの学会や研究会の講演記録も収録されている。なお、その他の主な所収論文として、「時間の物語」（岩波書店『季刊文学』第8巻第2号、1997年）、「『坊っちゃん』 ―「おれ」の位置・「おれ」への欲望」（学燈社『国文学』第37巻第5号、1992年）などがある。

## その他
亀井秀雄の父・亀井一雄（1905年（明治38年）-1975年（昭和54年））は、1927年（昭和2年）、在野の陽明学者・安岡正篤が開いた金鶏学院（金雞学院）に一期生として入学し、卒業後も残って学院の運営を手伝った。著書に安岡正篤の言行を記録した『瓠堂随聞記』（邑心文庫1998年）がある。
1936年（昭和11年）、安岡正篤は二・二六事件の後、金雞学寮の閉鎖を決意し、亀井一雄は同年4月、学寮閉鎖の残務整理を終え、群馬県の郷里に戻り、屋敷を賓陽書院と名づけて、村の青年の教育に当たった。この頃、一雄の身辺に特高がやって来たと伝えられている。また、後に満州国の建国大学の教授となった中山優とも親交があった。昭和11年、中山は一雄の賓陽書院から『故郷の甥に与ふ ―並に村々の青年のために―』という小冊子を出している。
亀井一雄の長男・亀井俊郎（秀雄の長兄　1927年（昭和2年）- ）の『金雞学院の風景』（邑心文庫、2003年）は、一雄の日記やノートを解読し、補足を行ったドキュメントである。俊郎の著書には、その他、小説『太虚　大塩平八郎と安岡正篤』（朱鳥社、2011年）等がある。

## 単行本

### 単著
- 『伊藤整の世界』（講談社、1969年）
- 『中野重治論』（三一書房、1970年）
- 『小林秀雄論』（塙書房、1972年）
- 『現代の表現思想』（講談社、1974年） 
  - 『身体・表現のはじまり　―改訂・現代の表現思想―』（れんが書房新社、1982年）
- 『『雪明りの路』の世界』（北書房・「雪明りの叢書」、1975年）全65Ｐ
- 『個我の集合性　―大岡昇平論―』（講談社、1977年）
- 『感性の変革』（講談社、1983年） 
  - 『増補　感性の変革』未発選書（ひつじ書房、2015年）
- 『身体・この不思議なるものの文学』（れんが書房新社、1984年）
- 『戦争と革命の放浪者　二葉亭四迷』（新典社、1986年）
- 『「小説」論　─『小説神髄』と近代─』（岩波書店、1999年）
- 『明治文学史』（岩波書店、2000年）
- 『主体と文体の歴史』（ひつじ書房、2013年）
- 『日本人の「翻訳」　言語資本の形成をめぐって』（岩波書店、2014年）
- 『小樽「はじめて」の文学史　―　明治・大正篇』（市立小樽文学館・小樽文学舎、2015年）

#### 外国語訳
- Transformations of Sensibility; The Phenomenology of Meiji Literature　(The University of Michigan Press、2002年)　※『感性の変革』の英訳
- 『「小説」論　─『小説神髄』と近代─』韓国語　申寅燮訳（韓国・建国大学出版部、2006年）
- 『明治文学史』韓国語　金春美訳（韓国・高麗大学出版部、2006年）

### 共著
- シンポジウム日本文学19『戦後文学』（佐藤勝・山田博光・伊豆利彦・鳥居邦朗・堀木博礼）（学生社、1977年）
- 『円地文子の世界』（小笠原美子共著）（創林社、1981年）
- 『朝天虹ヲ吐ク─志賀重昂「在札幌農学校第弐年期中日記」─』（松木博共編著）（北海道大学図書刊行会、1998年）
- 『超入門!現代文学理論講座』（蓼沼正美著、亀井秀雄監修）（ちくまプリマー新書、2015年）